# Siwash
Siwash (titre original Siwash) est une nouvelle américaine de Jack London publiée aux États-Unis en 1901.

## Historique
La nouvelle est publiée initialement dans le périodique Ainslee's Magazine (en) en mars 1901, avant d'être reprise dans le recueil Le Dieu de ses pères en mai 1901.

## Éditions

### Éditions en anglais
- Siwash, dans le périodique Ainslee's Magazine (en), mars 1901.
- Siwash, dans le recueil The God of his Fathers & Other Stories, New York ,McClure, Phillips & Co., 1901

### Traductions en français
- Siwash, traduit par M. S. Joubert, in En pays lointain, recueil de huit nouvelles chez Hachette, 1926.
- Siwash, traduit par François Specq, Gallimard, 2016[1].

## Sources
- http://www.jack-london.fr/bibliographie